# Sergej Kirdjapkin
Sergej Aleksandrovič Kirdjapkin (in russo Сергей Александрович Кирдяпкин?; Insar, 18 giugno 1980) è un marciatore russo.
Nella 50 km è stato campione olimpico (Londra 2012) e due volte campione mondiale (Helsinki 2005 e Berlino 2009). I titoli del 2009 e del 2012 gli sono stati successivamente revocati causa doping.

## Palmarès
| Anno | Manifestazione  | Sede       | Evento       | Risultato | Prestazione | Note                          |
| ---- | --------------- | ---------- | ------------ | --------- | ----------- | ----------------------------- |
| 2005 | Mondiali        | Helsinki   | Marcia 50 km | Oro       | 3h38'08"    | Miglior prestazione personale |
| 2007 | Mondiali        | Osaka      | Marcia 50 km | dnf       | dnf         |                               |
| 2008 | Giochi olimpici | Pechino    | Marcia 50 km | dnf       | dnf         |                               |
| 2009 | Mondiali        | Berlino    | Marcia 50 km | dq        | dq          |                               |
| 2010 | Europei         | Barcellona | Marcia 50 km | dq        | dq          |                               |
| 2011 | Mondiali        | Taegu      | Marcia 50 km | dq        | dq          |                               |
| 2012 | Giochi olimpici | Londra     | Marcia 50 km | dq        | dq          |                               |

## Altre competizioni internazionali
2006
- 49º in Coppa del mondo di marcia ( La Coruña), marcia 50 km - 4h23'27"

2008
- 6º in Coppa del mondo di marcia ( Čeboksary), marcia 50 km - 3h48'29"